# Cingula martyni
Cingula martyni är en snäckart som beskrevs av Dall 1887. Cingula martyni ingår i släktet Cingula och familjen Rissoidae. Inga underarter finns listade i Catalogue of Life.